# Бутоніга
Бутоніга (хорв. Butoniga) — населений пункт у Хорватії, в Істрійській жупанії у складі міста Пазин.

## Населення
Населення за даними перепису 2011 року становило 74 осіб.
Динаміка чисельності населення поселення:

## Клімат
Середня річна температура становить 12,77 °C, середня максимальна – 26,20 °C, а середня мінімальна – -1,36 °C. Середня річна кількість опадів – 1086 мм.
| Клімат поселення                              | Клімат поселення | Клімат поселення | Клімат поселення | Клімат поселення | Клімат поселення | Клімат поселення | Клімат поселення | Клімат поселення | Клімат поселення | Клімат поселення | Клімат поселення | Клімат поселення | Клімат поселення |
| Показник                                      | Січ.             | Лют.             | Бер.             | Квіт.            | Трав.            | Черв.            | Лип.             | Серп.            | Вер.             | Жовт.            | Лист.            | Груд.            |                  |
| Середній максимум, °C                         | 9,51             | 10,31            | 13,30            | 16,59            | 21,63            | 25,64            | 26,20            | 25,54            | 21,42            | 16,77            | 11,95            | 8,65             |                  |
| Середня температура, °C                       | 4,07             | 4,88             | 7,85             | 11,16            | 16,20            | 20,20            | 22,59            | 21,94            | 17,82            | 13,18            | 8,35             | 5,06             |                  |
| Середній мінімум, °C                          | −1,36            | −0,58            | 2,43             | 5,74             | 10,76            | 14,76            | 18,99            | 18,34            | 14,21            | 9,57             | 4,76             | 1,45             |                  |
| Норма опадів, мм                              | 81               | 65               | 79               | 89               | 77               | 92               | 65               | 92               | 97               | 122              | 125              | 102              |                  |
| Середньомісячна швидкість вітру, м/с          | 1.62             | 1.90             | 2.12             | 2.16             | 1.95             | 1.86             | 1.83             | 1.76             | 1.69             | 1.78             | 1.84             | 1.74             |                  |
| Середньомісячна сонячна радіація, кДж/м²·день | 4480             | 7371             | 10635            | 14913            | 19201            | 20824            | 21840            | 18838            | 13964            | 8984             | 4940             | 3749             |                  |
| --------------------------------------------- | ---------------- | ---------------- | ---------------- | ---------------- | ---------------- | ---------------- | ---------------- | ---------------- | ---------------- | ---------------- | ---------------- | ---------------- | ---------------- |
| Джерело:                                      |                  |                  |                  |                  |                  |                  |                  |                  |                  |                  |                  |                  |                  |